# 1983
Évszázadok: 19. század – 20. század – 21. század
Évtizedek: 1930-as évek – 1940-es évek – 1950-es évek – 1960-as évek – 1970-es évek – 1980-as évek – 1990-es évek – 2000-es évek – 2010-es évek – 2020-as évek – 2030-as évek
Évek: 1978 – 1979 – 1980 – 1981 –  1982 – 1983 – 1984 – 1985 – 1986 – 1987 – 1988

## Események

### Január
- január 5. – A Varsói Szerződés országainak háromnapos csúcstalálkozója Prágában véget ér.
- január 6. – 
  - Karl Carstens német szövetségi államelnök feloszlatja a Bundestagot, és március 6-ára új választásokat ír ki.[1]
  - Az Európai Gazdasági Közösség halászati politikája elleni tiltakozásul a brit haditengerészet elfog egy dán halászhajót.
- január 8. – Börtönlázadás a New York-i Sing Singben.
- január 17. – Nigéria kétmillió illegális bevándorlót utasít ki (nagy részük ghánai állampolgár).
- január 19. – Klaus Barbie német háborús bűnös letartóztatása Bolíviában.[2]
- január 24. – A Vörös Brigádok 25 tagját életfogytiglani börtönre ítélik Aldo Moro meggyilkolása miatt.
- január 31. – Nagy Károly újratemetése az aacheni dómban.

### Február
- február 7.
  - Irán átfogó támadást indít az iraki csapatok ellen.
  - Egészségügyi okokból felfüggesztik Václav Havel börtönbüntetését.[3]
- február 13. – Színháztűz Torinóban, melyben 64-en vesztik életüket.
- február 14. – A háborús bűnökkel vádolt Aríél Sárón izraeli hadügyminiszter lemondása.
- február 16. – A délkelet-ausztráliai bozóttüzek a legsúlyosabbak az ország történetében, összesen 76-an halnak meg.
- február 20. – Az indiai Asszám államban a helyi választásokat kísérő zavargásokban 3500-an vesztik életüket.
- február 21. – A Duray-per tárgyalását meghatározatlan időre elnapolják. (A nacionalizmussal vádolt Duray Miklós érdekében külföldön – mindenekelőtt Magyarországon – is sokan megmozdulnak.)[4]
- február 23.
  - Kormányintézkedések az NSZK-ban a savas esők visszaszorítására.
  - Bombamerénylet Rangunban Cson Duhvan Dél-koreai elnök ellen.

### Március
- március 1.
  - A Baleár-szigetek és Madrid autonóm közösséggé válnak.
  - Megtiltják a fókabőrök behozatalát az EGK országaiba.
- március 6. – az NSZK-ban a szövetségi gyűlési választásokon a CDU és a CSU szerez többséget.[5]
- március 8. – Ronald Reagan a Szovjetuniót a „gonosz birodalmának” titulálja.
- március 11. – Ausztráliában Bob Hawke alakít kormányt.
- március 23. – Ronald Reagan bejelenti az űrfegyverprogramot.[6]
- március 25. – Az 1000 forintos bankjegy kibocsátása.

### Április
- április 10. – A „Hajnal I” fedőnevű hadművelet során, az iráni csapatoknak sikerül elfoglalniuk az iraki-iráni határ közelében – iraki kézen lévő – Hajj Umran iráni várost.
- április 13. – Chicagóban Harold Washington fekete ügyvédet választják polgármesternek.
- április 15. – Megnyílik a tokiói Disneyland, az első USA-n kívüli Disney-park.
- április 18. – A bejrúti amerikai nagykövetség bombázásánál 63-an vesztik életüket.
- április 24. – Az osztrák parlamenti választáson a 13 éve kormányzó SPÖ elveszti abszolút többségét. Bruno Kreisky utódja a kancellári székben Fred Sinowatz.
- április 25. – Előrehozott választások Portugáliában, melyet a szocialista párt nyer. Mario Soares lesz a miniszterelnök.

### Május
- május 11. – Az első nemzeti tiltakozási nap Chilében a Pinochet-diktatúra ellen.
- május 14. – Az Etna lávafolyamát robbantásokkal terelik új mederbe, két falut mentve meg a pusztulástól.
- május 15. – Mika Špiljak váltja Petar Stambolićot a jugoszláv államelnöki székben.[7]
- május 26. – Honsú északi részén földrengés és cunami pusztít (104 halott).

### Június
- június 5. – Hídnak ütközik egy folyami hajó Uljanovszkban, 176 halott.
- június 9. – A brit alsóházi választások a konzervatívok győzelmével zárulnak.
- június 15. – A Charta ’77 levelet intéz a Prágában ülésező nemzetközi békekonferencia résztvevőihez, akikkel Václav Havel és a Charta ’77 más képviselői június 23-án személyesen is találkoznak.[8]
- június 18. – Sally Ride az első amerikai nő a világűrben.
- június 22. – Az oroszlányi márkushegyi szénbányában 37-en halnak meg sújtólégrobbanás következtében.
- június 24. – Jasszer Arafat kiutasítása Szíriából.
- június 25. – A Jugoszláv Kommunisták Szövetsége Központi Bizottsága (JKSZ KB) programot fogad el a gazdaság szinten tartásáról.[9]
- június 27. – A Magyar Nemzeti Bank forgalomba hozza az 1000 forintos címletű bankjegyet.

### Július
- július 1. – Az ausztrál legfelső bíróság leállítja a tasmaniai Franklin-gát építését környezetvédelmi okok miatt.
- július 21. – A Földön mért legalacsonyabb hőmérséklet: , −89,2 °C, Vosztok kutatóállomás, Antarktisz.[10][11]
- július 22.
  - Hondurasi és nicaraguai őrnaszádok lőnek egymásra.
  - Lengyelországban megszüntetik az 1981. december 13-a óta érvényben levő szükségállapotot.[12] Amnesztia a politikai foglyok részére.
- július 25.
  - Tamilellenes pogrom kezdődik Srí Lankán. A 3000 életet követelő vérontás polgárháború kirobbanásához vezet.
  - A JKSZ KB ülése, ahol elfogadják a jugoszláv „gazdasági stabilizáció hosszú távú programját”.

### Augusztus
- augusztus 4.
  - Olaszország első szocialista miniszterelnöke Bettino Craxi lesz.
  - Thomas Sankara forradalmi vezető lesz Felső-Volta elnöke.
- augusztus 10. – Franciaország Hissene Habré elnök oldalán beavatkozik a csádi polgárháborúba.
- augusztus 20. – Szarajevóban 12 tagú muzulmán nacionalista csoportot ítélnek el.[13]
- augusztus 21. – Benigno Aquino hazatérő ellenzéki vezetőt meggyilkolják a manilai repülőtéren.

### Szeptember
- szeptember 1. – Szahalin partjainál a szovjet légierő lelő egy dél-koreai utasszállító gépet, 269 ember hal meg,[12] diplomáciai bonyodalom alakul ki az USA és a Szovjetunió között.
- szeptember 3. – Szendi József elfoglalja a veszprémi püspöki széket.
- szeptember 5. – Egy szárnyashajó és egy tolóhajó ütközése miatt bekövetkezik az 1983-as bécsi hajókatasztrófa.
- szeptember 9. – Befejezik az EBEÉ soros madridi értekezletét.[12]
- szeptember 15. – Menáhém Begín izraeli miniszterelnök lemondása. Utóda Jicak Samir.
- szeptember 23. – Zavargások törnek ki Új-Kaledóniában.
- szeptember 25. – Az SPD 51,3% szavazattal a mandátumok 58%-át szerzi meg a brémai választásokon és egyedül alakít kormányt.
  - Kurd felkelés Irakban, az iraki–iráni háború alatt.

### Október
- október 4. – A Thrust2 nevű sugárhajtású jármű 1019,5 km/h-ra javítja az autók szárazföldi sebességi rekordját.
- október 7.
  - Balázs Dénes kezdeményezésére megnyílik az érdi Magyar Földrajzi Múzeum.
  - II. János Pál pápa a temesvári esperesség „ad nutum Sanctae Sedis” ordináriusává nevezi ki Sebastian Kräutert.
- október 9. – Rangunban bombamerényletet követnek el odalátogató dél-koreai politikusok ellen, mely során négy miniszter is életét veszti.
- október 11. – Megnyílik a zalaegerszegi Hevesi Sándor Színház.
- október 15.
  - Az önálló társulattal rendelkező budapesti Katona József Színház megtartja első bemutatója. (Csehov drámája, A manó került színre.)
  - Megszűnik az Ciprusi Török Szövetségi Állam. (Egy hónapon belül új köztársaság szerveznek a helyén.)
- október 22. – Bonnban több mint egymillióan tiltakoznak az atomfegyverkezés ellen.[14][15]
- október 23. – A libanoni Bejrútban a Hezbollah terrorszervezet bombát robbant az amerikai katonai támaszponton. (Összesen 307-en estek áldozatul a merényletnek, köztük 241 amerikai katona.)[16]
- október 25–29. – Amerikai fegyveres agresszió Grenada ellen. (A négynapos villámháború, az Operation Urgent Fury során 19 amerikai katona esett el és összesen 9 helikoptert vesztettek az amerikai erők.)[16]
- október 27. – A NATO–tagállamok védelmi miniszterei – az Atomtervező Csoport kanadai ülésén – döntenek további 1400 atomrobbanófej Európából történő visszavonásáról (montebellói határozat).[12]
- október 30. – A 7 éves katonai diktatúra után megtartott első argentin választásokat a Raul Alfonsín vezette Radikális Polgári Unió nyeri.

### November
- november 2. – Népszavazás az alkotmányreformról Dél-Afrikában, az ázsiai származásúak és a félvérek politikai jogokat kapnak, melyeket a fekete lakosságtól továbbra is megtagadnak.
- november 3. – Felavatják a Paksi atomerőmű első reaktorblokkját.[17]
- november 5. – A Szépművészeti Múzeumból hét nagy értékű festményt loptak el, közöttük Raffaello Esterházy Madonna c. alkotását.
- november 6. – A törökországi választásokon a Hazafias Párt arat győzelmet, Turgut Özal lesz a miniszterelnök.
- november 15. – Észak-Ciprus függetlenségi nyilatkozatban rendelkezik a függetlenségéről.
- november 17. – Megalakul Mexikóban a Zapatista Nemzeti Felszabadító Hadsereg.
- november 22. – A Bundestag 286:225 arányban megszavazza az amerikai atomrakéták telepítését az NSZK-ban.[12][14]
- november 23.
  - Földi indítású manőverező robotrepülőgépek (GLCM) szállítása az Egyesült Királyságba, jelezve a NATO INF eszközök telepítésének kezdetét.
  - A Szovjetunió megszakítja a közepes hatótávolságú nukleáris erőkről folyó genfi tárgyalásokat.[14]
- november 26. – A londoni repülőtéren megtörténik az úgynevezett „Brinks Mat” rablás, amikor elloptak 26 millió fontot érő 6800 aranyrudat.

### December
- december 8. – A Szovjetunió megszakítja a START-tárgyalásokat.[14]
- december 13. – Törökországban – a választások után – megalakul a polgári kormány.[12]
- december 17. – Egy madridi diszkótűzben 83-an vesztik életüket.
- december 18. – Megkezdődik a Palesztinai Felszabadítási Szervezet kivonulása Libanonból. Jasszer Arafat is elhagyja az országot.
- december 20. – Guineában súlyos földrengésben több százan vesztik életüket.
- december 27. – II. János Pál pápa felkeresi merénylőjét, a Rebibbia börtönben, hogy megbocsátson neki.[18]
- december 31.
  - Nigériában Muhammadu Buhari tábornok vezette katonai puccs megdönti Shehu Shagari kormányát.[19][20]
  - Brunei elnyeri teljes függetlenségét.

## Az év témái

### 1983 a filmművészetben
- Bódy Gábor: A kutya éji dala
- Mario Camus: Méhkas
- Jacques Deray: A kívülálló
- Dobray György: Vérszerződés
- Erdős Pál: Adj király katonát
- Federico Fellini: És a hajó megy
- Gazdag Gyula: Elveszett illúziók
- Gulyás testvérek: Ne sápadj!
- Fukazava Sicsiró: Narajama balladája
- Karel Kachyńa: Nővérkék
- Kardos Ferenc: Mennyei seregek
- Elem Germanovics Klimov: Búcsú Matyorától
- Adrian Lyne: Flashdance
- Jiří Menzel: Hóvirágünnep
- Sándor Pál: Szerencsés Dániel
- Szomjas György: Könnyű testi sértés
- Szurdi Miklós: Hatásvadászok
- Alain Tanner: A fehér városban
- François Truffaut: Végre vasárnap
- Monty Python: Az élet értelme
- Tony Scott: Az éhség
- Nagisa Ōshima: Boldog karácsonyt, Mr. Lawrence!

### 1983 az irodalomban
- Somlyó György – Részletek egy megírhatatlan versesregényből, Magvető

### 1983 a légi közlekedésben
- november 27. – Egy kolumbiai repülőgép lezuhan Madrid közelében, 181-en vesztik életüket, 11-en túlélik a szerencsétlenséget.

### 1983 a sportban
- január 23. – Björn Borg svéd teniszező bejelenti visszavonulását.
- május 4. – A Magyar Kupa Népstadionban rendezett döntőjén az Újpest FC 3-2-re győz a Kispest Honvéd ellen.
- Nelson Piquet nyeri a Formula–1-es világbajnokságot a Brabham csapattal.
- A Győri Rába ETO nyeri az NB1-et. Ez a klub harmadik bajnoki címe.

### 1983 a televízióban
- Elkészül a Garfield az élet sűrűjében (Garfield és barátai - A nagy találkozás) (Garfield on the Town)

### 1983 a tudományban
- január 1. – A korábban kialakított ARPANET számítógépes hálózat helyett bevezetik mindenhol a TCP/IP protokollt, amely a mai internethálózat alapja, ez teszi lehetővé a világméretű hálózat kialakítását és az internet széles körű elterjedését.[21][22][23]
- január 22. – Az Apple televíziós reklámjának bemutatása
- április 7. – Az STS–6 küldetésen Story Musgrave és Don Peterson a Challenger űrrepülőgépről végrehajtotta az amerikai Space Shuttle program első űrsétáját.
- június 13. – A Pioneer–10 az első űreszköz, amely elhagyja a Nap bolygórendszerét, de még a Naprendszer határain belül van.
- november 10. – A Microsoft kiadja a Windowst, ami az MS-DOS bővítése volt egy grafikus felülettel.
- Az Interneten használni kezdik a Domain Name Systemet, azaz a tartományi névfeloldó rendszert, mely mára a világ legnagyobb, osztott adatbázisává nőtte ki magát.

### 1983 a zenében

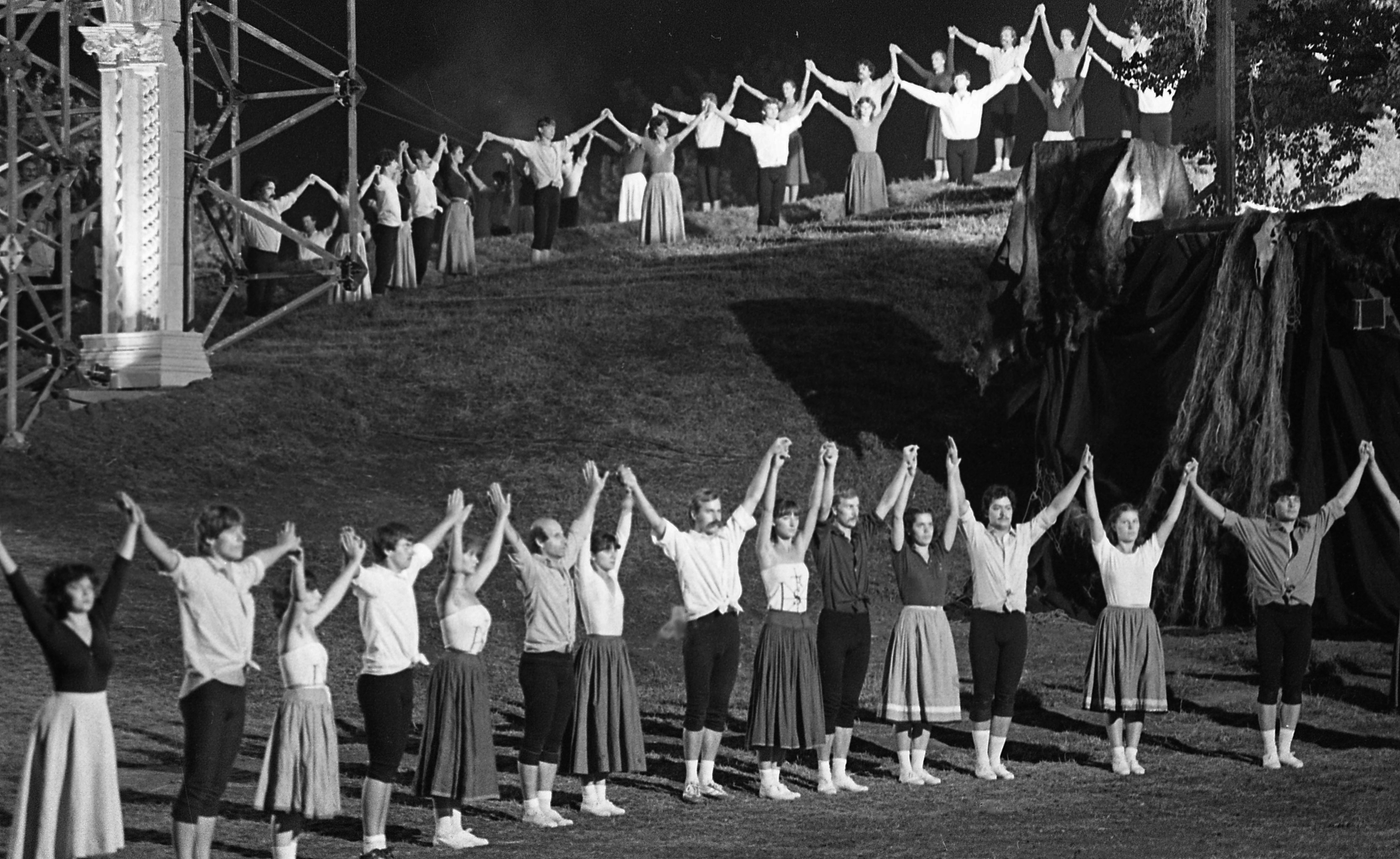
István, a király

- március 25. – Michael Jackson először mutatja be közönség előtt a moonwalkot a Billie Jean előadása közben a Motown 25: Yesterday, Today, Forever műsorban.
- június 16. Feloszlik a Hungária együttes, majd rá 10 napra az együttes 6 tagja, Fenyő Miklós nélkül megalapítja a Dolly Rollt.
- augusztus 18. – Bemutatják az István, a király című rockoperát.[17]
- Megjelenik Agnetha Fältskog az ABBA egykori énekesnőjének legelső angol szólóalbuma Wrap your arms around me címmel. A The heat is on és a Can't shake loose című dalok Amerikában nagy sikernek örvendtek, a Shame és a Mr. Persuasion pedig Európában.
- Megalakul a Bon Jovi amerikai rockegyüttes
- Megjelenik Bonnie Tyler: Faster Than The Speed Of Night című lemeze, amelyből napi 60 ezer darabot adtak el világszerte és az 1983-as év legnagyobb példányszámban eladott albuma lett, többek között a Total Eclipse Of The Heart című dalnak köszönhetően.
- Megjelent Madonna debütáló albuma Madonna címmel, a legnagyobb slágerek róla:    Everybody, Burning Up / Physical Attraction,  Holiday,  Lucky Star,  Borderline.
- Megalakul a Red Hot Chili Peppers
- Megalakul az Aurora magyar punk rock együttes
- A Karthago együttes a Requiem c. dal angol verziójával megnyeri a Villach-i zenei fesztivált.

### Fontosabb külföldi albumok
- AC/DC: Flick of the Switch
- Amanda Lear: Tam Tam
- À La Carte: Rockin' Oldies
- Billy Idol: Rebel Yell
- Billy Joel: An Innocent Man
- Bryan Adams: Cuts Like a Knife
- Carole King: Speeding Time
- Céline Dion: Les chemins de ma maison / Chants et contes de Noël
- David Bowie:  Let's Dance
- Depeche Mode: Construction Time Again
- Elton John: Too Low for Zero
- Duran Duran: Seven and the Ragged Tiger
- Eurythmics: Sweet Dreams (Are Made of This) / Touch
- Genesis: Genesis
- Dire Straits: ExtendedancEPlay
- Donna Summer: She Works Hard for the Money
- Irene Cara: What a Feelin'
- Kim Carnes: Café Racers
- The Animals: Ark
- Paul Young: No Parlez
- Iron Maiden: Piece of Mind
- Cyndi Lauper: She’s So Unusual
- Corey Hart: First Offense
- Richard Sanderson: Gym Tonic
- Spandau Ballet: True
- Johnny Cash 11 Grammy-díjas amerikai zenész, ikon a Budapest Sportcsarnokban, április 25-én.
- Laura Branigan: Branigan 2
- Culture Club: Colour by Numbers
- Metallica: Kill ’Em All
- Mike Oldfield: Crises
- Kim Wilde: Catch as Catch Can
- Motörhead: Another Perfect Day
- Mötley Crüe: Shout at the Devil
- Nena: Nena
- Laid Back: Keep Smiling
- Pink Floyd: The Final Cut
- Pink Floyd: Works
- Ricchi e Poveri: Voulez-vous danser / Made in Italy
- Robert Plant: The Principle of Moments
- Tears for Fears: The Hurting
- The Rolling Stones: Undercover
- The Carpenters: Voice of the Heart
- The Police: Synchronicity
- Toto Cutugno: L'italiano
- Van Halen: 1984
- Wham: Fantastic
- Yes: 90125

### Fontosabb magyar albumok
- Cseh Tamás – Bereményi Géza: Frontátvonulás
- Edda Művek: Edda Művek 3.
- Dolly Roll: Vakáció-ó-ó
- Halász Judit: Helikoffer
- Korda György: Nézz rám és énekeljünk
- Koós János: Koós IV.
- Kovács Kati: Érj utol
- Neoton Família: Pago Pago
- Tolcsvay László: Várd ki az időt!

## Születések
- január 1. – Melaine Walker, jamaicai atléta
- január 6. – Békés Márton, magyar történész
- január 8. – Gór-Nagy Miklós, világbajnok magyar vízilabdázó
- január 12. – Matjaž Markič, szlovén úszó
- január 11. – Adrian Sutil német autóversenyző
- január 20. – Germaine Mason, jamaicai-brit magasugró († 2017)
- január 21. – Moritz Volz, német labdarúgó
- január 29. – Sileshi Sihine, etióp atléta
- február 7. – Christian Klien, Formula–1-es autóversenyző
- február 9. – Keith Beavers, kanadai úszó
- február 10. – Bábel Klára, zongora- és hárfaművész
- február 18. – Jermaine Jenas, angol labdarúgó
- február 21. – Előd Álmos, színész
- február 23. – Mido, egyiptomi labdarúgó
- február 27. – Duje Draganja, horvát úszó
- február 28.
  - Sara Nordenstam, norvég úszónő
  - Tim Redwine, amerikai színész
- március 3. – Maite Perroni, mexikói színésznő
- március 9. – Nwamiko Madden, kanadai színész
- március 13. – Tompos Kátya, Jászai Mari-díjas magyar színésznő, énekesnő († 2024)
- március 15.
  - Florencia Bertotti, argentin színésznő
  - Kerényi Miklós Máté, magyar színész, énekes
- március 20. – Michael Cassidy, amerikai színész
- március 23. – Carlos Alzate, kolumbiai kerékpározó
- március 26. – Juan van Deventer, dél-afrikai sprinter
- március 27. – Julija Golubcsikova, orosz atléta (rúdugró)
- március 30. – James Goddard, angol úszó
- március 31. – Vlaszios Marasz görög tornász
- április 1.
  - Matthew Linville, amerikai színész
  - Matt Lanter, amerikai színész
- április 2. – Mohammad Rubel Rana, bangladesi úszó
- április 3. – Iváncsik Tamás kézilabdázó
- április 4. – Paolo Pizzo, olasz párbajtőrvívó
- április 7. – Sztanyiszlav Csisztov, orosz jégkorongozó
- április 9. – Ryan Clark, ausztrál színész
- április 10. – Ryan Merriman, amerikai színész
- április 13. – Idora Hegel, horvát műkorcsolyázó
- április 17. – FankaDeli (Kőházy Ferenc), magyar rapper, hangmérnök, rádiós műsorvezető
- április 18. – Huszti Szabolcs, magyar labdarúgó
- április 22. – Cristopher Sacchin, olasz műugró
- április 25. – Konstantin Tupikov, lengyel műkorcsolyázó
- április 29.
  - Sam Jones III, amerikai színész
  - Semih Şentürk, török labdarúgó
- május 1. – Alain Bernard francia úszó
- május 3. – Fülöp Márton, magyar labdarúgó, kapus († 2015)
- május 9. – Alan Campbell, angol evezős
- május 13.
  - Görbicz Anita, magyar kézilabdázó
  - Grégory Lemarchal francia énekes († 2007)
- május 15.
  - Szabó Bence, magyar autóversenyző
  - Bácsi Péter, magyar birkózó
- május 24. – Ricky Mabe, amerikai színész
- június 1. – Daniel Popescu, román tornász
- június 3. – Armando Costa, angolai kosárlabdázó
- június 24. – Juan Luis Barrios, mexikói sprinter
- június 30. – Tan Ruiwu, horvát asztaliteniszező
- július 6. – Gregory Smith, kanadai-amerikai színész
- július 8. – Ari-Pekka Nurmenkari, finn műkorcsolyázó
- július 12. – Yarelys Barrios, kubai atléta
- július 13.
  - Kristof Beyens, belga atléta
  - Liu Hsziang olimpiai és világbajnok kínai atléta
- július 18. – George Bovell, trinidadi úszó
- július 23. – Aaron Peirsol, amerikai úszó
- augusztus 6. – Robin van Persie, holland labdarúgó
- augusztus 11. – Chris Hemsworth, ausztrál színész
- augusztus 12. – Klaas-Jan Huntelaar, holland labdarúgó
- augusztus 14. – Mila Kunis, amerikai színésznő
- augusztus 20. – Andrew Garfield brit-amerikai színész
- augusztus 22. – Véghelyi Balázs, magyar költő, író, zenész
- augusztus 23. – Egri Bálint magyar színművész
- augusztus 28. – Dobai Bálint, magyar költő
- augusztus 31. – Tóth Balázs, magyar taekwondós
- szeptember 1.
  - Jesse Head, amerikai színész
  - Balogh Tamás, magyar válogatott rögbis
- szeptember 2. – Young Talkmore Nyongani, zimbabwei atléta
- szeptember 7. – Annette Dytrt német műkorcsolyázó
- szeptember 10.
  - Molnár András, magyar kosárlabdázó
  - Filip Bandžak, cseh operaénekes, bariton
- szeptember 14. – Amy Winehouse, angol énekesnő († 2011)
- szeptember 19. – Kirsty Coventry, zimbabwei úszónő
- szeptember 21. – Maggie Grace, amerikai színésznő
- szeptember 21. – Joseph Mazzello, amerikai színész
- szeptember 25. – Varga Dániel magyar olimpiai és világbajnok vízilabdázó
- szeptember 26. – Ricardo Quaresma, portugál labdarúgó
- szeptember 29. – Adam Zolotin, amerikai színész
- október 2. – Alexei Bell, kubai baseball játékos
- október 10. – Juan Pedro Gutierrez Llanas, kolumbiai műugró
- október 14. – Murat Szujumagambetov, kazah labdarúgó
- október 19. – Brenton Rickard, ausztrál úszó
- október 20. – Alim Gadanov, orosz judós
- október 21. – Hrvoje Čustić, a horvát NK Zadar labdarúgója († 2008)
- október 23. – Katie McGrath ír színésznő és modell
- október 27. –  Elina Siirala finn énekesnő
- november 1. – Václav Svěrkoš, cseh labdarúgó
- november 2. – Răzvan Şelariu, román tornász
- november 7. – Makszim Zsalmagambetov, kazah labdarúgó
- november 8. – Chris Rankin, új-zélandi születésű angol színész
- november 11.
  - Philipp Lahm, német labdarúgó
  - Miho Bošković, horvát vízilabdázó
- november 12. – Galambos Dorina, énekesnő
- november 14. – Adriana Olteanu, román kézilabdázó
- november 15.
  - Veli-Matti Lindström, finn síugró
  - Fernando Verdasco, spanyol teniszező
- november 17.
  - Harry Lloyd, angol színész
  - Virgil Hodge, Saint Kitts és Nevis-i atléta
- november 18.
  - Ilja Medvegyev, orosz úszó
  - Michael Dawson, angol labdarúgó
- november 22. – Huszár Erika, rövidpályás gyorskorcsolyázó
- november 24. – Gwilym Lee, brit filmszínész
- november 30. – Vlagyiszlav Poljakov, kazah úszó
- december 4. – Roman Zaretski, izraeli jégtáncos
- december 5. – Annamay Pierse, amerikai úszónő
- december 10.
  - Patrick Flueger, amerikai színész
  - Rafael Martínez, spanyol tornász
- december 28. – Flavia Cazziolato, brazil úszónő

## Halálozások
- január 24. – George Cukor amerikai filmrendező (* 1899)
- január 27. – Louis de Funès színész (* 1914)
- február 1. – Szász Péter, Balázs Béla-díjas filmrendező, forgatókönyvíró, dramaturg (* 1927)
- február 2. – Bánhalmi Ferenc atléta, rövidtávfutó, sportvezető (* 1923)
- február 16. – Kazimiera Iłłakowiczówna lengyel költő, író, dramaturg, műfordító (* 1892)
- február 25. – Tennessee Williams, amerikai író, költő (* 1911)
- március 3. – Arthur Koestler, magyar származású író (* 1905)
- március 18. – II. Umbertó, utolsó olasz király (* 1904)
- március 28. – Pálos Ádám László orvos, belgyógyász, hematológus, az MTA tagja (* 1912)
- április 4. – Gloria Swanson, amerikai színésznő (* 1899)
- április 11. – Johan Béla egészségpolitikus, orvos, patológus, mikrobiológus, az MTA tagja (* 1889)
- április 15. – Illyés Gyula, író, költő, műfordító (* 1902)
- április 20. – Mezey Mária színésznő (* 1909)
- április 30. – Muddy Waters, amerikai blueszenész (* 1913)
- május 5. – Farkas István magyar nyomdász, kommunista politikus, nemzetgyűlési képviselő (* 1897)
- május 6. – Ember Sándor magyar ügyvéd, sportrepülő, országgyűlési képviselő (* 1889)
- május 7. – Romhányi József, író (* 1921)
- május 10. – Kazal László színész (* 1911)
- június 1. – Anna Seghers (Netty Reiling), német írónő (* 1900)
- június 8. – Miško Kranjec, magyarországi születésű szlovén népiíró (* 1908)
- június 14. – Könczei Ádám magyar néprajzkutató (* 1928)
- július 1. – Molnár István, olimpiai bajnok vízilabdázó (* 1913)
- július 2. – Budai László olimpiai bajnok magyar labdarúgó, edző, az Aranycsapat kiemelkedő jobbszélsője (* 1928)
- július 24. – Bezsilla László, entomológus (* 1903)
- augusztus 6. – Klaus Nomi, német dalszerző, énekes (* 1944)
- augusztus 19.
  - Krompecher István orvos, anatómus, hisztológus, az MTA tagja, a magyarországi csont- és porcszövettani kutatások iskolateremtő egyénisége (* 1905)
  - Bertalan Kálmán magyar földbirtokos, huszárfőhadnagy, országgyűlési képviselő (* 1897)
- augusztus 29. – Jobba Gabi, színész (* 1947)
- szeptember 13. – Palotai Boris, író (* 1904)
- szeptember 25. – III. Lipót belga király (Szász–Coburg–Gothai-ház) (* 1901)
- szeptember 27. – Ben Carruthers amerikai színész (* 1936)
- október 16. – Asztalos Lajos magyar politikus (* 1920)
- október 20. – Kézdi Árpád építőmérnök, az MTA tagja, a talajmechanika és a geotechnika kiemelkedő tudósa (* 1919)
- november 7. – Germaine Tailleferre (er. Germaine Taillefesse), francia zeneszerző, a Hatok egyetlen női tagja (* 1892)
- november 7. – Mátrai László állami díjas filozófus, könyvtáros, a budapesti Egyetemi Könyvtár főigazgatója, tanszékvezető egyetemi tanár, az MTA rendes tagja. (* 1909)
- november 9. – Kozma László villamosmérnök, az MTA tagja, a 20. századi távközlés- és számítástechnika kiemelkedő tudósa (* 1902)
- december 21. – Vértesy József, olimpiai bajnok vízilabdázó (* 1901)
- december 25. – Joan Miró, festő (* 1893)

## Nobel-díjak
| Fizikai            | Subrahmanyan Chandrasekhar, William Alfred Fowler |
| Kémiai             | Henry Taube                                       |
| Orvosi-fiziológiai | Barbara McClintock                                |
| Irodalmi           | William Golding                                   |
| Béke               | Lech Wałęsa                                       |
| Közgazdasági       | Gerard Debreu                                     |